# Antonio Albanese (ur. 1970)
Antonio Albanese (ur. 1970 w Lozannie) – szwajcarski pisarz i muzyk.

## Życiorys
Ukończył studia magisterskie w Manhattan School of Music w Nowym Jorku, po powrocie do Szwajcarii pracował jako muzyk i jednocześnie kształcił się na jednej z uczelni w zakresie literatury oraz ekonomii.
Został nauczycielem w Gymnase de Beaulieu w Lozannie. W 2010 roku otrzymał nagrodę Prix des auditeurs de la RTS za utwór pod tytułem La chute de l’homme.